# Saint (brano musicale)
Saint è un brano composto e interpretato dall'artista britannico Elton John; il testo è di Bernie Taupin.

## Il brano
Esso proviene dall'album Too Low for Zero del 1983 (ne costituisce la nona traccia) e si caratterizza come una canzone pop. Viene messa in evidenza la Elton John Band (composta da Dee Murray al basso, da Nigel Olsson alla batteria e da Davey Johnstone alla chitarra) come in tutto il resto del disco. Elton si cimenta a raggiungere note abbastanza alte, in special modo durante il ritornello. La canzone è stata notata positivamente dalla critica; il testo di Bernie significa letteralmente Santo e, pur parlando di una donna, menziona parole appartenenti all'area religiosa, come limbo e paradiso (anche il titolo stesso è un rimando a questo campo semantico).
Saint è stata successivamente inserita sul CD-single di Town of Plenty (singolo del 1988) e ribattezzata My Baby's a Saint.